# Faqu (distrikt)
Faqu, formellt Liwa Faqu (arabiska: لواء فقوع), är ett distrikt (liwa) i Jordanien. Det ligger i provinsen al-Karak, i den västra delen av landet, 70 km söder om huvudstaden Amman.